# ATC kód A04
ATC kód A04 Antiemetika, aninauseancia je hlavní terapeutická skupina anatomické skupiny A. Trávicí ústrojí a metabolismus.

## A04A Antiemetika, aninauseancia

### A04AA Antagonisté serotoninových 5-HT3receptorů
A04AA Antagonisté serotoninu
A04AA01 Ondansetron
A04AA02 Granisetron
A04AA03 Tropisetron
A04AA04 Dolasetron
A04AA05 Palonosetron
A04AA55 Palonosetron, kombinace

### A04AD Jiná antiemetika
A04AD Jiná antiemetika
A04AD01 Skopolamin
A04AD02 Šťavelan ceritý
(A04AD03 Domperidon)
A04AD04 Chlorbutanol
A04AD05 Metopimazin
A04AD10 Dronabinol
A04AD11 Nabilon
A04AD12 Aprepitant
A04AD13 Kasopitant
A04AD14 Rolapitant
A04AD51 Skopolamin, kombinace
A04AD54 Chlorbutanol, kombinace

## Poznámka
- Registrované léčivé přípravky na území České republiky.
- Informační zdroj: Státní ústav pro kontrolu léčiv, Všeobecná zdravotní pojišťovna.